# Darius Pakamanis
Darius Pakamanis (Mažeikiai, 8 settembre 1981) è un ex cestista lituano.

## Palmarès
- Lega Baltica: 1

Šiauliai: 2013-14